# Mohamed Soliman
Mohamed Soliman (* 26. Juni 1878; † 21. September 1929 in Berlin) war ein ägyptischer Artist, Kinobesitzer und Theaterdirektor.

## Leben

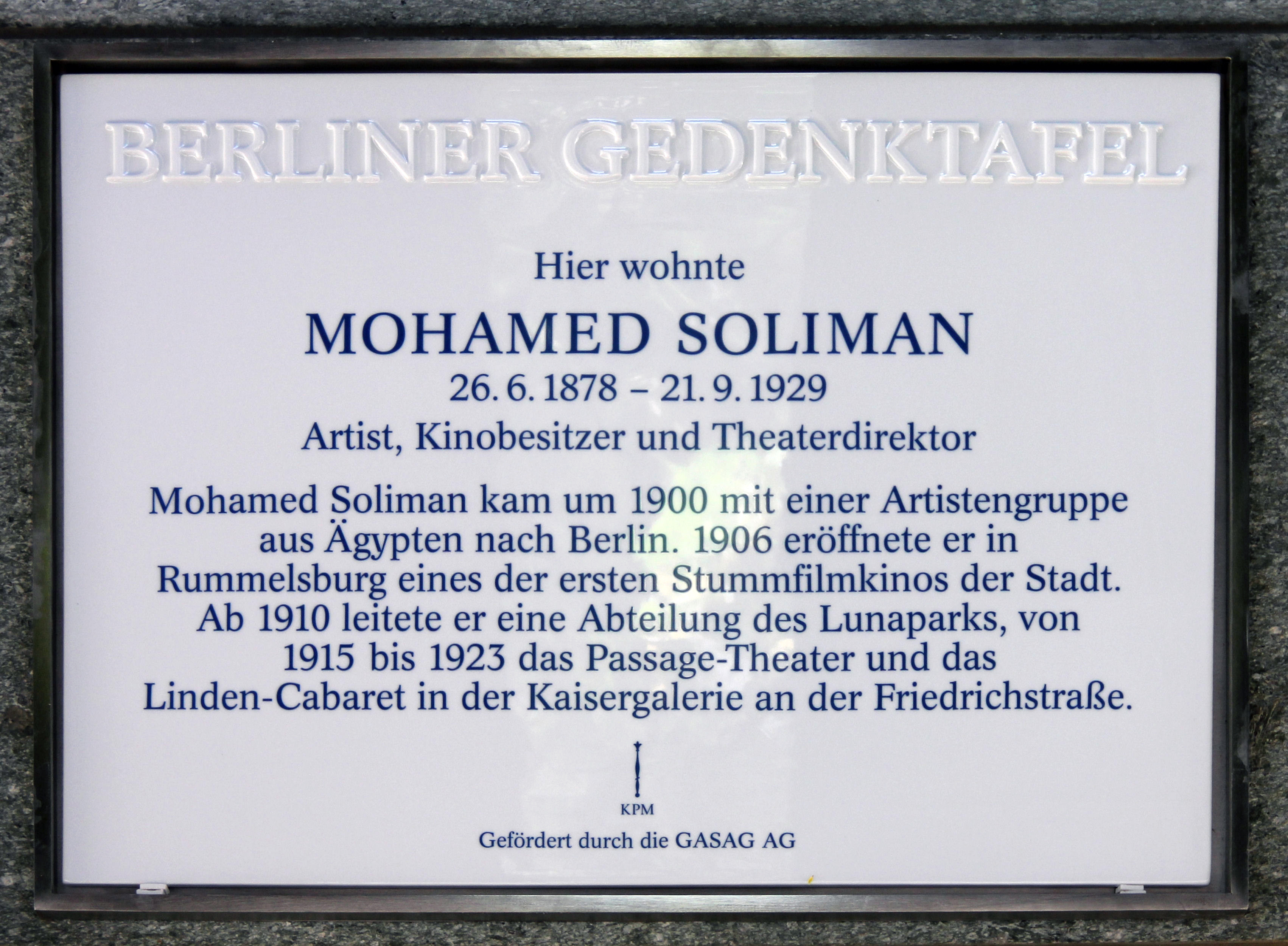
Berliner Gedenktafel am Haus Oranienburger Straße 65 in Berlin-Mitte

Mohammad Soliman kam 1900 als ägyptischer Artist nach Berlin und eröffnete 1906 als einer der ersten in Berlin-Rummelsburg ein Stummfilmkino.
Vor dem Ersten Weltkrieg leitete er die orientalische Abteilung des Lunaparks in Berlin-Halensee. 1915 erwarb er das Linden-Cabaret und das Passage-Theater an der Kaisergalerie in der Friedrichstraße und wandelte es in ein Kino-Varieté um, in dem er bis 1923 Direktor war.
Er heiratete 1904 die Berlinerin Martha Westphal und bekam mit ihr drei Töchter, Myriam, Hamida und Adila.
Soliman starb 1929 und wurde auf dem islamischen Friedhof in Neukölln begraben.

## Gedenken
Am 26. Juni 2019 wurde an seinem ehemaligen Wohnort in Berlin-Mitte in der Oranienburger Straße 65 eine Berliner Gedenktafel enthüllt.